# 阿尼亚
阿尼亚是意大利威尼托大区威尼托大区帕多瓦省的一个镇，面积18平方公里，人口3,288人（2007年）。阿尼亞於970年首次被文獻提及。